# Daryl Davis

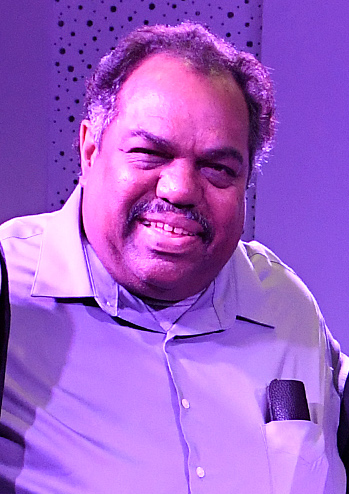
Daryl Davis im Jahr 2017

Daryl Dwight Davis (* 26. März 1958 in Chicago) ist ein US-amerikanischer R&B- und Blues-Musiker, Autor, Schauspieler und Bandleader.
Davis hat einen Studienabschluss in Jazz der Howard University. Er ist bekannt für seinen energischen Boogie-Woogie-Stil am Klavier. Davis spielte mit Musikern wie Chuck Berry, Jerry Lee Lewis, Bruce Hornsby und Bill Clinton.
Er wollte als Afroamerikaner den Rassismus in den Vereinigten Staaten verstehen und brachte durch seine Gespräche führende Ku-Klux-Klan-Mitglieder dazu, aus dem Klan auszutreten, was zu dessen Auflösung in Maryland führte.